# Meghri
Meghri (in armeno Մեղրի?) è una città dell'Armenia, situata nella provincia di Syunik.

## Geografia
Si trova prossima al confine con l'Iran ed al valico di frontiera che collega i due paesi.
La latitudine meridionale ed un'altitudine di circa cinquecento metri caratterizzano un clima più dolce rispetto al resto dell'Armenia.
In un territorio che si presenta piuttosto arido, delimitato dalla catena dei monti Zangezur, sono nati orti e giardini ed è fiorente la coltivazione di piante da frutto grazie anche all'irrigazione fornita dal vicino fiume Araks.
A seguito della fusione delle comunità nel 2016, il comune di Meghri è stato ampliato per includere i villaggi circostanti di Agarak, Alvank, Aygedzor, Gudemnis, Karchevan, Kuris, Lehvaz, Lichk, Nrnadzor, Shvanidzor, Tashtun, Tkhkut, Vahravar e Vardanidzor.

## Etimologia
Meghri è stata fondata come "Karchavan" nel 906 dal re Smbat I dell'Armenia, durante il periodo del Regno Bagratide dell'Armenia. Più tardi, venne conosciuto come Meghri, che significa "città del miele" in lingua armena.

## Monumenti
Il paese accoglie una fortezza del X secolo (ricostruita nel XVIII secolo) che con le sue torri di difesa lo domina dall'alto di uno sperone roccioso. Vi sono tre chiese degne di nota: Artvatsatsin, santo Stefano e san Giovanni con interessanti affreschi.
Il centro della cittadina è caratterizzato da un borgo con abitazioni del 1600 e del 1700, raro esempio di architettura presovietica scampato a guerre e modernizzazioni. Le viuzze del centro storico, tra muri in pietra, balconi in legno e freschi giardini, offrono scorci suggestivi.

## Interesse geopolitico
Proprio per la sua posizione strategica, la cittadina di Meghri è stata e rimane al centro dell'attenzione della diplomazia internazionale. Non è un caso che la Russia vi abbia aperto persino un consolato. In passato, nel quadro delle trattative per la risoluzione del contenzioso sul Nagorno Karabakh è stata anche prospettata la possibilità che l'area di Meghri divenisse una zona franca, tale da garantire un collegamento tra l'Azerbaigian ed il Nakhichevan, exclave sotto la sua giurisdizione. In cambio l'Azerbaigian avrebbe accettato il collegamento fra l'Armenia ed il Nagorno Karabakh attraverso il corridoio di Laçın. Sia in Armenia che in Azerbaigian questo progetto incontrò molte opposizioni. Meghri è anche passaggio del gasdotto che porta gas dall'Iran all'Armenia ed è allo studio un passante ferroviario tra i due stati.